# Der besondere Kinderfilm
Der besondere Kinderfilm ist eine Initiative, deren Ziel es ist, hochwertige und originelle Kinderfilme zu fördern. Sie wurde 2013 gegründet. Projektleiterin ist Margret Albers. Die besonderen Kinderfilme dürfen nicht auf Vorlagen oder bekannten Marken basieren. Die Filme sollen im „Hier und Jetzt“ spielen. Zielgruppe sollen Jungen und Mädchen im Alter von 6 bis 12 Jahren sein. Ein Großteil der besonderen Kinderfilme gewann Preise auf Filmfestivals.

## Besondere Kinderfilme

### Fertiggestellt

#### Winnetous Sohn
Der selbstbewusste, übergewichtige Max ist in seinem Herzen ein Indianer. Als er erfährt, dass bei den Karl-May-Festspielen in Wolfitz City ein Darsteller für Winnetous Sohn gesucht wird, ist er der festen Überzeugung, für die Rolle der Richtige zu sein. Max wettet mit Morten, dass er es schaffe, am Casting teilzunehmen. Sollte es ihm gelingen, muss Morten mit ihm trainieren.
Max wird tatsächlich für das Casting zugelassen und hat zwölf Tage Zeit, sich auf die Rolle vorzubereiten. Neben dem auswendig zu lernenden Text muss er beweglicher werden und reiten lernen. Sein Vater Torsten hilft ihm dabei. Obwohl auf Torsten kein Verlass ist und Max’ Mutter nur Augen für ihren neuen Freund hat, weiß Max, dass er die Rolle bekommen wird. Daneben setzt er sich zum Ziel, seine Eltern wieder zusammenzubringen.
Kinostart: 9. April 2015
Regie: André Erkau
Preise:
- Publikumspreis auf dem International Film Festiva Warsaw
- EMIL für den besten Kinderfilm, vergeben von TV Spielfilm

#### Ente gut! Mädchen allein zu Haus
Die elfjährige Linh und ihre kleine Schwester Tien sind plötzlich auf sich allein gestellt, als ihre Mutter nach Vietnam muss, um sich um die kranke Oma zu kümmern. Doch das darf niemand erfahren – vor allem nicht das Jugendamt. Linh ist jetzt nicht nur für Tien verantwortlich, sondern muss sich neben der Schule auch um den Haushalt und den vietnamesischen Imbiss ihrer Mutter kümmern. Doch die selbsternannte Spionin Pauline aus dem Wohnblock gegenüber entdeckt das Geheimnis und droht, die beiden Mädchen zu verraten. Aus der anfänglichen Erpressung wächst bald eine Freundschaft, die jedoch immer wieder auf die Probe gestellt wird. Denn auch die Polizei und Frau Trost vom Jugendamt sind nah dran, hinter das Geheimnis zu kommen.
Kinostart: 26. Mai 2016
Regie: Norbert Lechner
Preise:
- Publikumspreis beim Filmfestival Montreal
- Weißer Elefant für die beste Nachwuchsschauspielerin Lynn Dortschack
- Hauptpreis beim KINEKO International Children’s Film Festival 2017
- Preis für Kinderrechte beim Kinderfilmfestival Seattle

#### Auf Augenhöhe
Heimkind Michi muss sich täglich innerhalb seiner Wohngruppe behaupten und um den Respekt der anderen Kids kämpfen. Als er die Adresse seines unbekannten Vaters findet, scheint sich seine größte Sehnsucht zu erfüllen. Umso stärker ist sein Entsetzen, als er erkennen muss, dass sein Vater Tom ein „Zwerg“ ist, fast kleiner als er selbst, und damit für Michi das Gegenteil von Männlichkeit und Stärke. Während Tom, der keine Ahnung von seiner Vaterschaft hatte, seine neue Rolle völlig fremd ist, ist für Michi sofort klar, dass er mit diesem Anti-Vater nichts zu tun haben will. Doch zu spät, denn er hatte ihm bereits in seinem ersten Enthusiasmus einen Brief geschrieben.
Michi kehrt beschämt zurück in seine Wohngruppe. Doch als Tom dort auftaucht und die Heimkids herausfinden, dass sein Vater kleinwüchsig ist, wird Michi zur Zielscheibe von Spott und Schikane. In seiner Verzweiflung haut er ab. Sein Ausreißversuch scheitert jedoch und ihm bleibt nichts anderes mehr übrig, als zu seinem Vater zu ziehen.
Gegen seinen Willen muss Michi sich nun mit Tom, dessen Wahrnehmung in der Öffentlichkeit und seiner Scham für ihn auseinandersetzen. Er versucht mit allen Kräften und Tricks zu verhindern, dass seine neue Freundin Katja und ihre Clique herausfinden, wer sein Vater ist, und verleugnet Tom vor ihnen. Tom hingegen, der sich mit seinem Kleinwuchs bislang gut arrangiert hat, wird durch Michis unverhohlene Ablehnung gezwungen, offensiv mit seinem Manko umzugehen. Mit der Zeit entdecken die beiden, dass sie eigentlich viel mehr verbindet als normale Söhne und Väter. Aber als sich völlig überraschend herausstellt, dass Michi doch nicht Toms Sohn ist und Michis wahrer biologischer Vater vom Jugendamt ausfindig gemacht wird, wird ihre mittlerweile innige Beziehung plötzlich wieder grundlegend und für beide schmerzhaft in Frage gestellt.
Kinostart: 15. September 2016
Regie: Evi Goldbrunner, Joachim Dollhopf
Auf Augenhöhe gewann mehr als 30 Preise bei verschiedenen Filmfestivals.

#### Unheimlich perfekte Freunde
Frido Schubert geht in die 4. Klasse und wird voraussichtlich zum Leidwesen seiner alleinerziehenden Mutter, die sich von ihrem beruflich wenig erfolgreichen Ehemann getrennt hat, die Gymnasialempfehlung nicht schaffen. Als er einmal verzweifelt vor seinen in einem öffentlichen Bus streitenden Eltern davonrennt, gerät er auf einem Jahrmarkt unbemerkt in ein magisches Kabinett und begegnet dort in einem Spiegelschrank seinem perfekten Ebenbild: klug, strebsam und lernbegierig. Nach kurzem Test zieht er den perfekten Frido aus dem Spiegel heraus, nimmt ihn mit nach Hause und lässt ihn für sich in die Schule gehen, wo alle in Erstaunen geraten.
Unter dem neuen Frido leidet Fridos bester Freund Emil, bislang Klassenbester. Um die Freundschaft zu retten, zieht Frido ihn ins Vertrauen, womit er eine zwischen den Fridos vereinbarte Regel bricht. Kurz darauf gibt es aus dem Spiegelschrank auch einen perfekten Emil – ohne Brille, sportlich, schlagkräftig und Mädchenschwarm. Doch auch Emil kann das Geheimnis nicht bewahren, und bald ist die gesamte Klasse durch perfekte Doppelgänger ersetzt, die ihre Lehrerin, Frau Klawitter, zur Verzweiflung bringen, da sie ständig schwerere Übungen und mehr Hausaufgaben verlangen.
Als die perfekten Doppelgänger ihre unperfekten Originale, die sich in einem verlassenen Schwimmbad eingerichtet haben, zu verdrängen drohen, wird ein Plan geschmiedet. Nachdem Frido, der vorübergehend von den Klassenkameraden im Schwimmbad verstoßen wurde, dem echten Emil geholfen hat, wieder aus dem Spiegel herauszukommen und Emils Doppelgänger darin verschwinden zu lassen, stellt sich – wie schon in einem früheren Gespräch mit Frido und seinem Doppelgänger – heraus, dass die Perfekten keinen Humor verstehen und somit gar nicht so perfekt sind. Also wird Frau Klawitter ins Vertrauen gezogen, sie soll den perfekten Schülern Scherzfragen als angebliche Aufnahmeprüfung für eine Eliteschule stellen. Die perfekten Identitäten versagen alle und verschwinden nacheinander im bereitgestellten Spiegelschrank, aus dem die Originale wieder erscheinen und ihren Sieg über den Erfolgsdruck feiern. Auch die Eltern freuen sich darüber, ihre unperfekten Kinder zurückzuhaben; sie haben eingesehen, dass schulischer Erfolg nicht alles im Leben ist.
Kinostart: 4. April 2019
Regie: Marcus H. Rosenmüller
Preise:
- Kinder-Medien-Preis Der weiße Elefant
- EMO als bester Kinderdarsteller für Luis Vorbach

#### Invisible Sue – Plötzlich unsichtbar
Kinostart: 31. Oktober 2019
Regie: Markus Dietrich
Invisible Sue gewann mehr als zehn Preise bei verschiedenen Filmfestivals.

#### Into the Beat
Kinostart: 16. Juli 2020
Regie: Stefan Westerwelle
Preise:
- Goldener Apfel beim 60. Zlín Film Festival
- Preis des Goethe-Instituts beim 25. SCHLINGEL
- Bester Song für „One Day“ von Yany Marschner und Mathias Rehfeldt bei den Los Angeles Film Awards
- Urkunden-Preis des MDR-Rundfunkrates für das beste Drehbuch beim Goldenen Spatz

#### Madison
Die 12-jährige Madison ist eine Bahnradsportlerin, die dem Vorbild ihres Vaters Timo, einem internationalen Radprofi, nacheifert. Er hat seine Tochter nach dem Zweier-Mannschaftsfahren, einer Disziplin des Bahnradsports, benannt. Aufgrund eines unglücklichen Zwischenfalles muss sie das Trainingscamp verlassen und den Sommer mit ihrer Mutter, die in den Ferien Yoga unterrichtet, in den Tiroler Bergen verbringen. 
Der unfreiwillige Urlaub wirft Madison und ihren Trainingsplan zwar aus der Bahn, allerdings findet sie in Vicky und Jo neue Freunde und tauscht das Rennrad gegen ein Mountainbike. Außerdem gelingt es Madison, Abstand von ihrem disziplinierten Sportlerinnenalltag zu gewinnen und sich vom Erwartungsdruck ihres Vaters zu emanzipieren. Sie erkennt, dass es anstrengend ist als Einzelkämpferin unterwegs zu sein und im Sport auch darum geht, zusammenzuhalten, sich aufeinander verlassen zu können und Spaß zu haben.
Kinostart: 16. September 2021
Regie: Kim Strobl
Preise:
- Publikumspreis beim Kinderfilmfest im Lichtwerk Bielefeld
- Kinder-Medien-Preis Der weiße Elefant
- EMO für die beste schauspielerische Leistung für Felice Ahrens

#### Träume sind wie wilde Tiger
Der größte Traum des 12-jährigen Ranji Ram in Mumbai ist es, in einem Bollywood-Film aufzutreten, ganz so wie sein großes Idol Amir Roshan. Mit einem Casting-Aufruf Roshans scheint der Traum zum Greifen nah, scheitert jedoch daran, dass Ranji mit seinen Eltern nach Deutschland auswandert. Sein Großvater Daada, der in Mumbai bleibt, schenkt ihm zum Abschied sein Handy, so dass sie wenigstens jederzeit skypen können.
In Berlin wird Ranji von Mitschülern schikaniert und fühlt sich elend. Dennoch produziert er ein gutes Video für das Casting, verliert es jedoch wieder, als ihm eine Bande krimineller Mitschüler sein Handy stiehlt. Seine Versuche, für ein neues Video ein Mädchen als Tanzpartnerin zu finden oder zumindest einen als Mädchen verkleideten Jungen, machen seine Mitschülerin und Nachbarin Toni aufmerksam, die sich anfangs auf der Seite der Mobber befindet, aber umdenkt, als Ranji ihr sein Vorhaben anvertraut. Er verzeiht ihr sogar, als sie ihm gesteht, dass sie es war, die sein Handy verkauft hat. Sie benötigt Geld für eine Reise nach Rom, mit deren Hilfe sie ihre getrennt lebende Mutter wieder in die Familie integrieren will.
Toni produziert mit Ranji ein drittes Casting-Video, das sie schließlich einschicken, obwohl Ranjis Vater den Upload zu unterbrechen versucht. Als nüchterner, pragmatisch denkender Mensch will er Ranji dazu zwingen, mit dem Träumen aufzuhören und sich der Realität zu stellen.
Für das Casting-Video bekommen sie tatsächlich eine Einladung zum Videodreh nach Mumbai. Mit Hilfe der indienbegeisterten Nachbarin Patrizia, die in Ranjis Großvater einen Nachkommen ihres Lieblings-Gurus zu erkennen glaubt, fliegen sie nach Mumbai und erreichen das Studio trotz einiger Probleme in letzter Sekunde. Amir Roshan ist von Ranjis Live-Performance beeindruckt und gibt ihm die Rolle in seinem nächsten Tanzfilm. Ranjis Vater, der nachgereist ist, sieht ein, dass sein Sohn auf einem guten Weg war, und unterstützt ihn jetzt. Beim Rückflug nach Deutschland nehmen sie den Großvater mit.
Der Titel basiert auf einer Äußerung Tonis, mit der sie Ranji Mut macht, die letzten Schritte auch noch zu gehen: Je näher man einem Traum komme, desto bedrohlicher sehe er aus, aber davon dürfe man sich als Jäger nicht einschüchtern lassen.
Kinostart: 3. Februar 2022
Regie: Lars Montag
Preise:
- „Rakete“ für den besten Kinderfilm Kinofest Lünen

#### Nachtwald
Nachdem Thomas Haller, der Vater des 12-jährigen Paul, seit nunmehr einem Jahr spurlos verschwunden ist, macht sich der Junge in den Sommerferien auf der Schwäbischen Alb zusammen mit seinem besten Freund Max daran, dessen Verschwinden auf den Grund zu gehen. Sie suchen mithilfe der Aufzeichnungen des Vaters die sagenumwobene Ursulen-Höhle, die dieser inmitten des Ursulenbergs gefunden hat. Ganz allein in der Wildnis erleben Paul und Max eine ungeahnte Freiheit, müssen sich aber auch großen Gefahren stellen.
Kinostart: 24. November 2022
Regie: André Hörmann

#### Mission Ulja Funk
Freikirche Lemheim, mitten in Deutschland: Im Kindergottesdienst ernten selbst die schrägsten Beiträge Applaus, nur Uljas Vortrag über Sternkunde wird abgewürgt. Dabei hat die zwölfjährige Nachwuchswissenschaftlerin gerade ihren ersten Asteroiden entdeckt. Insbesondere für Uljas russlanddeutsche Großmutter lassen sich göttliche Schöpfung und Wissenschaft nicht vereinbaren. Kurzerhand entsorgt sie das technische Equipment ihrer Enkelin. Wütend haut Ulja mit Mitschüler Henk, der noch nicht ahnt, wohin die Reise geht, aber umso mehr Ahnung von Autos hat, im Leichenwagen von Familie Funk Richtung Weißrussland ab. Hier soll bald ihr Asteroid einschlagen. Eine skurrile Verfolgungsjagd beginnt, auf deren bunt ausstaffierten Stationen schon länger schwelende Konflikte in einem neuen Licht erscheinen. Auf Abwegen entlarven sich Moralapostel als Scheinheilige und entzweite Familien, Freunde, Liebende und Länder finden zueinander.
Geplanter Kinostart: Januar 2023
Regie: Barbara Kronenberg

#### Sieger sein
Geplanter Produktionsstart: 2022
Regie: Soleen Yusef

### In Produktion

#### Der letzte Sänger der Wale
Geplanter Produktionsstart: 2022
Regie: Reza Memari